# Dov Tamari
Dov Tamari (né le  29 avril 1911, sous le nom de Bernhard Teitler, à Fulda en Allemagne et mort le 11 août 2006 à Jérusalem) est un mathématicien allemand, puis israélien, dont les domaines de recherche sont la  logique mathématique, l'algèbre et la  combinatoire.

## Vie
Le père de Tamari, Levi Jizchak Teitler, est membre de la famille du rabbin hassidique Levi Yitzhok de Berditchev. Il vient de la région de Transylvanie, et passe par Vienne en Autriche avant de s'installer en Hesse. Levi Teitler est enregistré comme « fabricant de tampons encreurs » ; il est  propriétaire d'une petite imprimerie. Dov Tamari est né à Fulda, mais la famille déménage à Gießen quand il a deux ans, et c'est là qu'il passe son adolescence. Dans les années 1920, il est un membre actif du mouvement de jeunesse sioniste Betar. Lycéen au Landgraf-Ludwigs-Gymnasium de Gießen, il est de 1926 à 1928 le secrétaire du mathématicien Moritz Pasch qui, devenu aveugle, travaille sur une réédition de son livre Ursprung des Zahlbegriffs. Après son Abitur en 1929, Tamari étudie les mathématiques, la physique et la philosophie à Vienne, Francfort-sur-le-Main et à Gießen. En 1932, il est accepté comme doctorant par Carl Siegel à l'université de Francfort. Mais en 1933, il est arrêté après une rixe avec des Nazis ; il arrive à s’enfuir en France, d'où il part trois mois plus tard pour la Palestine. 
En Palestine, il travaille comme ouvrier agricole, puis comme dessinateur dans le département des travaux publics. En 1935, il reprend des études de mathématiques, physique et philosophie à l'université de Jérusalem. Il obtient une maîtrise en mathématiques sous la direction de Jacob Levitzki. Tamari continue à être un sioniste actif; il est membre de l'Irgoun, une organisation armée sioniste, et est condamné à sept ans de prison pour détention illégale d'explosifs en 1939. Il reçoit son diplôme de maîtrise en prison, en 1940. Il est libéré par anticipation en 1942. C'est alors qu'il change de nom. Entre 1943 et 1948, il travaille comme ingénieur, tout en poursuivant des recherches. Sa première publication paraît en 1948. 
Il quitte la Palestine pour Paris en 1948. De 1949 à 1953, Tamari est attaché de recherche au CNRS. En 1951, il soutient une thèse sous la direction de Paul Dubreil, à la Sorbonne (Monoïdes préordonnés et chaines de Malcev). Après sa thèse, Tamari essaie d'obtenir un poste en Israël, mais malgré l'intervention de  Laurent Schwartz , il n'est pas accepté. Il obtient en revanche un poste au Technion. En 1959-1960, il est en année sabbatique aux États-Unis à l'université de Rochester, puis il passe une année à Princeton, à l'Institute for Advanced Study. Il va ensuite au Brésil et, à la suite d'un imbroglio administratif, il est licencié du Technion pour absence. En avril 1962, il quitte le Brésil pour Paris, puis pour un poste temporaire à Utrecht, aux Pays-Bas, à l'initiative de Hans Freudenthal. Il est professeur associé à Caen durant l'année suivante, où il organise un Séminaire Apéry-Tamari.
À partir de 1963, et jusqu'à sa retraite en 1981, il enseigne à l'université d'État de New York (SUNY), dans les collèges situés à Fredonia et à Buffalo. Au milieu des années 1960, il préside la faculté de Buffalo. Il finit par vivre en Israël, et fait de nombreuses visites à Gießen, lorsqu'il travaille à son livre sur Moritz Pasch.

## Œuvre
Le treillis de Tamari porte son nom. C'est un treillis dont les éléments sont les différentes façons de grouper les éléments d'une séquence par paires en utilisant des parenthèses,. Tamari définit ces ensembles ordonnés déjà dans sa thèse, et les représente sous une forme graphique appelée maintenant associaèdre.
Quand il enseignait au Technion, il dirigeait les thèses de Michael Yoeli et Meir Steinberger, et des travaux de Haya Friedman. Parmi ses doctorants aux États-Unis figurent Carlton Maxson, maintenant professeur à l'université A&M du Texas et Kevin Osondu. Son nombre d'Erdős est 2, parce qu'il est coauteur d'un article avec Abramam Ginzburg.

## Documents
- Dov Tamari, Moritz Pasch (1843-1930): Vater der modernen Axiomatik — Seine Zeit mit Klein und Hilbert und seine Nachwelt. Eine Richtigstellung, Aix-la-Chapelle, Shaker Verlag, 2007 (ISBN 978-3-8322-6244-0)Édité après sa mort par son fils Dom Tamari, avec un appendice: "Mit einem Anhang, die Geschichte der weiteren Familie Pasch und einem Epilog, das Dritte Reich und das neugeborene Deutschland". Le texte est en allemand, la biographie en anglais.
- Folkert Müller-Hoissen et Hans-Otto Walther, « Dov Tamari (formerly Bernhard Teitler) », dans Folkert Müller-Hoissen, Jean Marcel Pallo et Jim Stasheff (éditeurs), Associahedra, Tamari lattices and related structures : Tamari memorial Festschrift, Birkhäuser/Springer Verlag, coll. « Progress in Mathematics » (no 229), 2012, p. 1-40